# ヨヴァン・ミヤトヴィッチ
ヨヴァン・ミヤトヴィッチ（セルビア語: Јован Мијатовић, ラテン文字転写: Jovan Mijatović、2005年7月11日 - ）は、セルビアのサッカー選手。ポジションはフォワード。

## 経歴

### レッドスター・ベオグラード
2022年10月13日のUEFAヨーロッパリーグ 2022-23 グループリーグ、フェレンツヴァーロシュTC戦に出場し17歳3ヶ月2日でトップチームデビューを果たした。
2022年10月30日のセルビア・スーペルリーガ、FKコルバラ戦に出場し17歳3ヶ月19日でリーグ戦デビューを果たした。
2023年5月8日のセルビア・スーペルリーガ、FKヴォジュドヴァツ戦で17歳9ヶ月28日でトップチーム初ゴールを決めた。
2023年10月25日のUEFAチャンピオンズリーグ 2023-24 グループステージ、RBライプツィヒ戦に出場し18歳3ヶ月14日でチャンピオンズリーグデビューを果たした。
2023年12月16日のセルビア・スーペルリーガ、FKスパルタク・スボティツァ戦で18歳5ヶ月5日でハットトリックを達成、1997年5月17日のFKブドゥチノスト・ポドゴリツァ戦でデヤン・スタンコヴィッチが記録した18歳6ヶ月6日というクラブ史上最年少記録を更新した。

### ニューヨーク・シティ
2024年2月19日、メジャーリーグサッカーのニューヨーク・シティFCと2028年までの契約を締結した。彼の移籍金は推定で1000万ユーロとされている。